# Raphaël Trémouilhe
Raphaël Trémouilhe, né le 27 janvier 1891 à Allemans-du-Dropt et mort le 12 décembre 1978 à Miramont-de-Guyenne, est un homme politique français.

## Biographie
Issu d'une famille de petits agriculteurs, Raphaël Trémouilhe suit des études secondaires, puis supérieures, qui le mènent au diplôme de vétérinaire.
Mobilisé pendant la première guerre mondiale, il participe aux combats en France jusqu'en 1917, puis sur le front d'Orient.
De retour à la vie civile, il s'installe à Allemans-du-Dropt tout en continuant d'exploiter une partie du domaine familial.
Il s'engage en politique en étant élu, avec l'étiquette radicale, conseiller général, dans le canton de Lauzun, en 1934. L'année suivante, il entre au conseil municipal de son village.
Mobilisé comme capitaine-vétérinaire pendant la seconde guerre mondiale, il retrouve ses mandats à la Libération, cette fois sous l'étiquette de l'UDSR à laquelle il a adhéré.
Président du conseil régional de l'ordre des vétérinaires, de divers syndicats intercommunaux, membre du conseil d'administration de l'institut d'élevage bovin, il participe à la création de la race bovine des Blondes d'Aquitaine.
À la demande d'Henri Caillavet, accaparé par ses occupations nationales, qui cherche un soutien local, ce notable figure en seconde position sur la liste du RGR pour les élections législatives de 1951 dans le Lot-et-Garonne.
Grâce au large apparentement des listes de la « troisième force », Raphaël Trémouilhe est élu député.
À l'assemblée, il intervient presque exclusivement sur les questions agricoles, domaine dans lequel ses compétences sont reconnues. Il défend surtout les intérêts des petits propriétaires terriens, faisant adopter en 1952 une exonération étendue des droits de succession.
En 1956, toujours second sur la liste menée par Caillavet, il n'est pas réélu. Mais l'invalidation, en avril 1956, du poujadiste Jean Baylac lui permet de retrouver son siège.
Soutenant le retour de Charles de Gaulle au pouvoir en 1958, il ne se représente pas aux législatives de novembre, pas plus qu'aux cantonales qui ont lieu la même année.
L'année suivante, il abandonne aussi son mandat municipal, et quitte définitivement la politique

## Détail des fonctions et des mandats
Mandat parlementaire
- 17 juin 1951 - 8 décembre 1958 : Député de Lot-et-Garonne